# Klaus Olshausen
Klaus Olshausen (* 25. April 1945 in Eisenberg) ist ein Generalleutnant a. D. des Heeres der Bundeswehr. Von 2005 bis 2013 war er Präsident des Bundes deutscher Pioniere (BdPi). Vom 12. August 2006 bis zum 26. Oktober 2013 war er Präsident der Clausewitz-Gesellschaft.

## Militärische Laufbahn
Olshausen trat am 1. April 1964 in den Dienst der Bundeswehr und wurde zum Offizier in der Pioniertruppe ausgebildet. Nach der Beförderung zum Leutnant wurde er nach München versetzt und diente dort vom April 1966 an als Zugführer der 3. Kompanie des schweren Pionierbataillons 210. Vom Herbst 1967 bis zum Sommer 1972 studierte er Geschichte und Politikwissenschaft an der Albert-Ludwigs-Universität in Freiburg und schloss mit einer von Andreas Hillgruber betreuten Promotion ab. Im Oktober 1972 wurde Olshausen zum Pionierbataillon 6 nach Plön versetzt und übernahm dort als Kompaniechef die 2. Kompanie.
Von 1976 bis zum Juni 1978 absolvierte Olshausen die Generalstabsausbildung im 19. Generalstabslehrgang an der Führungsakademie der Bundeswehr in Hamburg. Dort wurde er aufgrund herausragender Leistungen zum Abschluss mit dem General-Heusinger-Preis ausgezeichnet. Anschließend diente er von 1978 bis 1980 als Nachrichtendienstoffizier (G2) der 12. Panzerdivision in Veitshöchheim. Von 1980 bis 1981 absolvierte er das Command and General Staff College der US Army in Fort Leavenworth, Kansas, und diente danach bis 1983 als Referent für Auswärtige und Sicherheitspolitische Fragen im Bundeskanzleramt in Bonn. Im Anschluss übernahm er von September 1983 bis September 1985 wieder ein Truppenkommando als Kommandeur des Pionierbataillons 2 in Hann. Münden. Zugleich war er auch als Pionierstabsoffizier im Hauptquartier der 2. Panzergrenadierdivision in Kassel eingesetzt.
Vom September 1985 bis April 1987 kehrte er nach Bonn zurück und wurde dort Referent für Militärstrategie im Planungsstab des Bundesministeriums der Verteidigung. Vom April 1987 bis zum September 1990 folgte eine Auslandsverwendung als Heeresattaché bei der Deutschen Botschaft in Washington, D.C. Im September 1990 kehrte Olshausen nach Deutschland zurück und übernahm am 1. Oktober 1990, direkt nach der Wiedervereinigung, das Kommando über die Panzergrenadierbrigade 31 in Oldenburg und führte diese bis zu ihrer Umgliederung zur Luftlandebrigade 31 am 31. März 1993. Nach einer kurzen Verwendung als Vorsitzender einer Planungsgruppe übernahm er vom 1. April 1993 bis zum August 1994 den Posten des Stabsabteilungsleiters VI im Führungsstab der Streitkräfte (Fü S VI) in Bonn und wurde in dieser Verwendung auch zum Brigadegeneral befördert.
Nach einer Übergangsverwendung im Heeresamt in Köln war Olshausen dann vom 2. Januar 1995 bis 1. Februar 1996 als stellvertretender Befehlshaber und Chef des Stabes des neu aufgestellten Heeresunterstützungskommandos in Mönchengladbach und insbesondere mit dem Aufbau des Kommandos betraut. Danach übernahm er vom 1. Februar 1996 bis zum 15. Dezember 1997 den Posten des stellvertretenden Kommandierenden Generals im Hauptquartier des Eurokorps in Straßburg. Nach einer Kommandorotation und dem Wechsel mit einem spanischen General diente Olshausen auf dem Posten des deutschen stellvertretenden Kommandierenden Generals jedoch bis zum 30. September 1998.
Vom 1. Oktober 1998 bis zum 1. Oktober 2000 übernahm er den Posten des Kommandeurs der Korpstruppen und des stellvertretenden Kommandierenden Generals des IV. Korps in Potsdam unter dem Kommando von Hans-Peter von Kirchbach und Rainer Schuwirth. Während dieser Verwendung war er ab dem 12. Juni 1999 erst als stellvertretender Kommandeur der KFOR und ab dem 8. Oktober bis zum 14. Dezember als Vorsitzender einer „Teilstreitkräfteübergreifenden Implementierungskommission“ (Joint Implementation Commission) der KFOR eingesetzt. Am 1. Oktober 2000 wurde Olshausen als Generalleutnant nach Brüssel versetzt und diente dort im Hauptquartier der NATO als Militärischer Repräsentant Deutschlands im NATO-Militärausschuss bei der WEU und EU.
2006 trat er schließlich in den Ruhestand und übernahm am 12. August das Amt des Präsidenten der Clausewitz-Gesellschaft, das er bis Oktober 2013 innehatte. Bereits am 16. September 2005 wurde Olshausen zum Präsidenten des Bundes deutscher Pioniere (BdPi) gewählt, welches Amt er bis zum 12. Juli 2013 innehatte.

## Persönliches
Olshausen ist verheiratet, hat einen Sohn und wohnt heute in Meckenheim (Rheinland). Sein Zwillingsbruder Wolfgang war bis zur Pensionierung 2015 Notar in Rain.

## Auszeichnungen
- 1978: General-Heusinger-Preis
- 2003: Bundesverdienstkreuz am Bande
- 2013: Ehrenkreuz des Bundes Deutscher Pioniere
- 2014: Carl von Clausewitz-Preis der Stadt Burg
- 2016: Clausewitz-Verdienstmedaille in Gold der Clausewitz-Gesellschaft

## Schriften (Auswahl)
- Zwischenspiel auf dem Balkan. Die deutsche Politik gegenüber Jugoslawien und Griechenland von März bis Juli 1941 (= Beiträge zur Militär- und Kriegsgeschichte, Band 14), Oldenbourg, Deutsche Verlagsanstalt, München 1973, ISBN 3-486-55351-8.
- Führung, Führungsfähigkeit, Führungsunterstützung. Auf dem Weg zur realen Schwerpunktsetzung? (Mitautor), Studiengesellschaft der Deutschen Gesellschaft für Wehrtechnik, 2003, ISBN 3-935938-18-7.